# Istrios

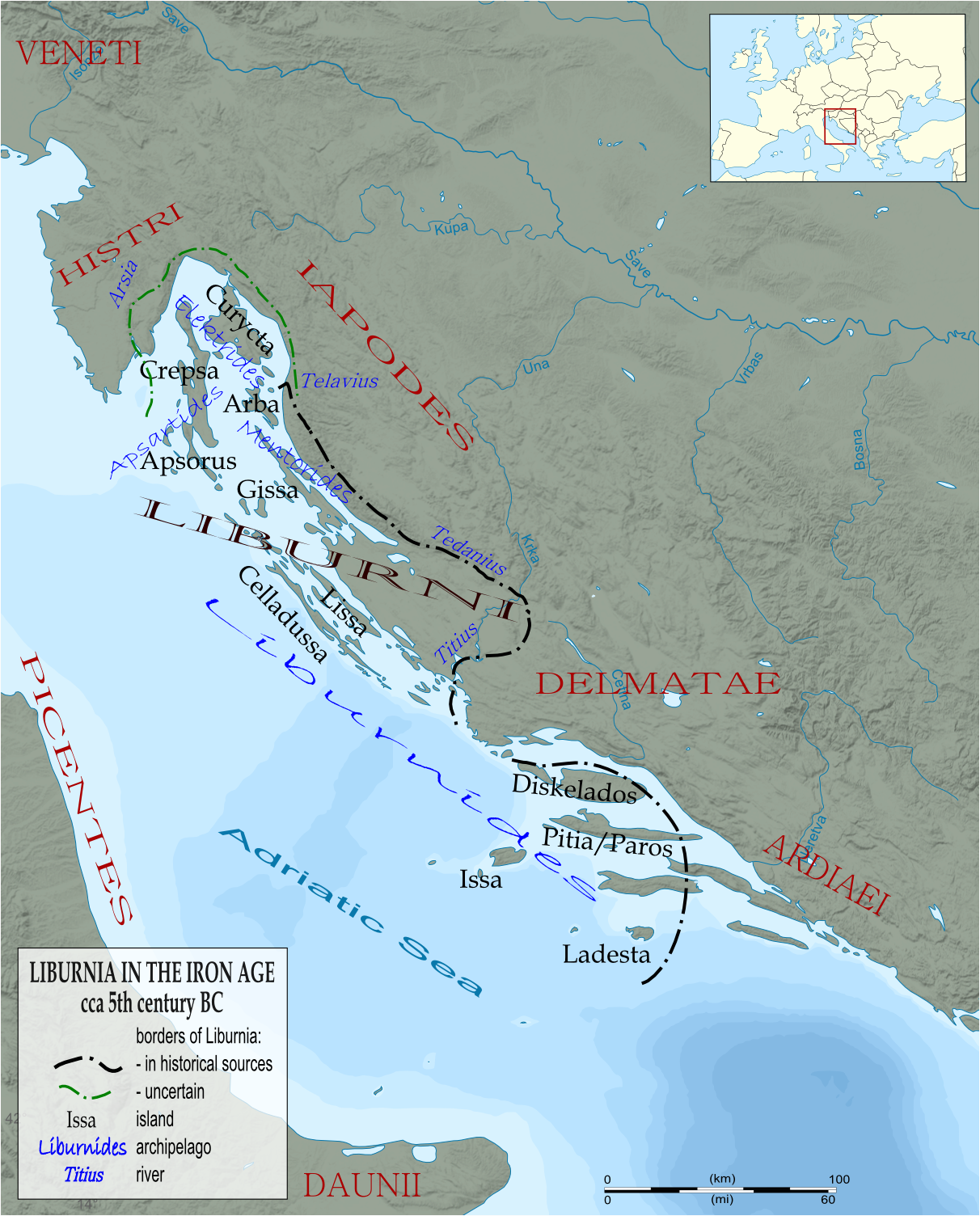
Istrios en la Edad del Hierro, c. siglo V a. C.

Los istriosi eran un antiguo pueblo que habitaba la península de Istria, a la que dieron nombre. Su territorio se extendía hasta el vecino golfo de Trieste y bordeaba las yápodes en el interior de Tarsatica. Los istrios formaban un reino.Mesihović, 2014, p. 219

## Descripción

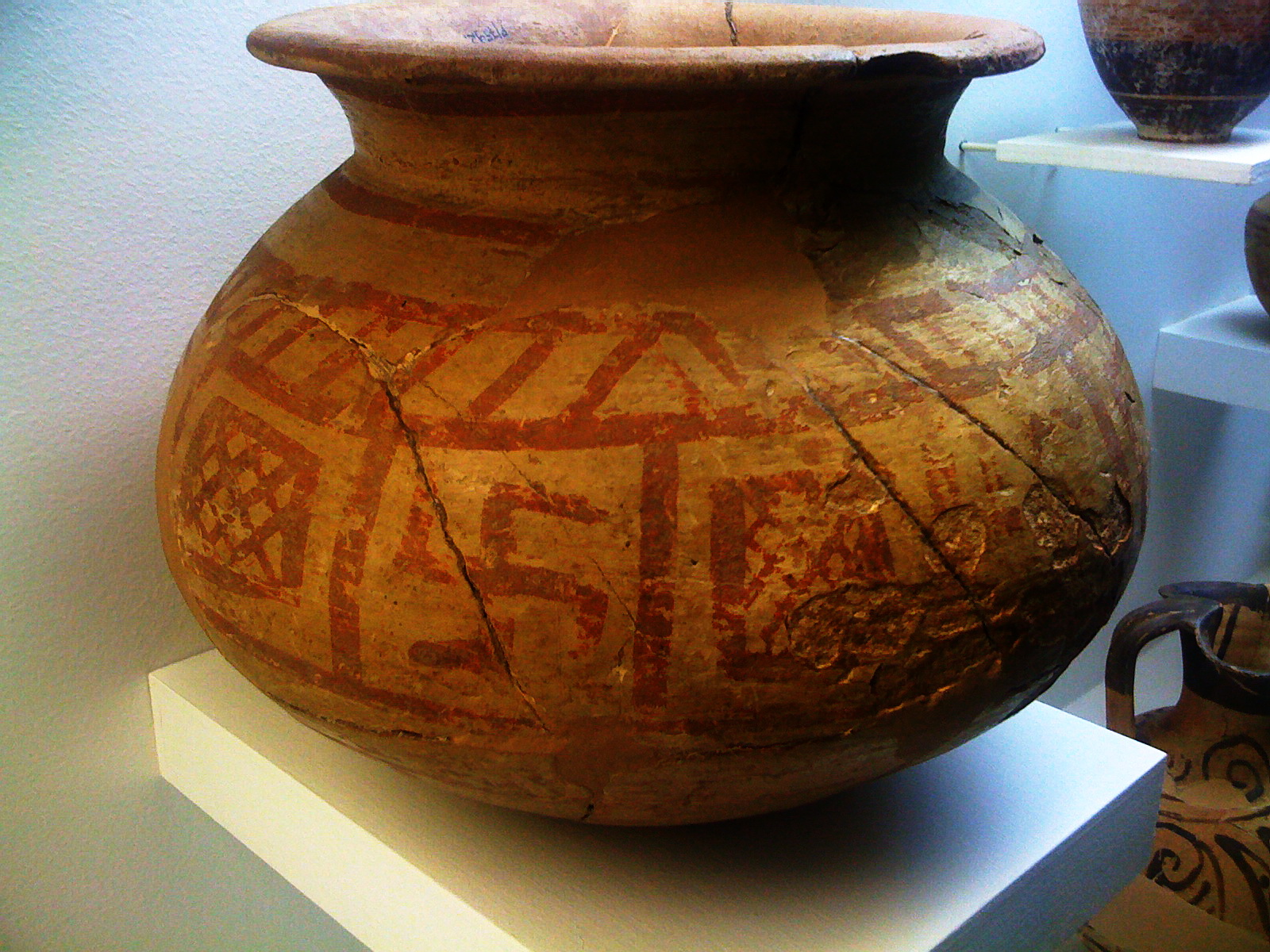
Vaso istrio de Nesactium.

La tribu se clasifica en algunas fuentes como una tribu véneta, con algunos vínculos con  losilirios.También fue descrito como tracios por otros. Dado que habitaban la península de Istria, este pueblo mantuvo contactos comerciales y culturales más intensos con el mundo mediterráneo, en particular con el centro y el sur de Italia.
Los romanos describían a los istrios como una feroz tribu de piratas, protegidos por la difícil navegación de sus costas rocosas. Un relato afirmaba que esta tribu fue la primera de la zona norte del mar Adriático en verse amenazada por el imperialismo romano e iniciar una guerra.
Fueron derrotados por primera vez en el 221 a. C. por los romanos, dirigidos por Marco Minucio Rufo.